# Budžetiranje kapitala
Kapitalno budžetiranje (eng. capital budgeting) je proces analiziranja i donošenja odluka o investiranju u fiksnu imovinu, a obuhvaća ulaganja u nove investicije i ulaganja u zamjenu fiksne imovine.